# Luonnonmaa
Luonnonmaa est une île à Naantali en Finlande.

## Géographie
Luonnonmaa a une superficie de 44 kilomètres carrés.
Le terrain de Luonnonmaa est très plat.
Le point culminant de l'île se situe à 50 mètres d'altitude.
Luonnonmaa s'étend sur 7,0 kilomètres dans la direction nord-sud et sur 8,3 kilomètres dans la direction est-ouest.
L'île compte 10 villages : Haijainen, Kaivola, Isokylä, Keitilä, Kirstilä, Kukola, Kultaranta, Käkölä, Viiala et Viialanranta.
Depuis 1989, l'île abrite le chantier de réparation navale de Turku.
Elle abrite la résidence d'été du Président de la République nommée Kultaranta.

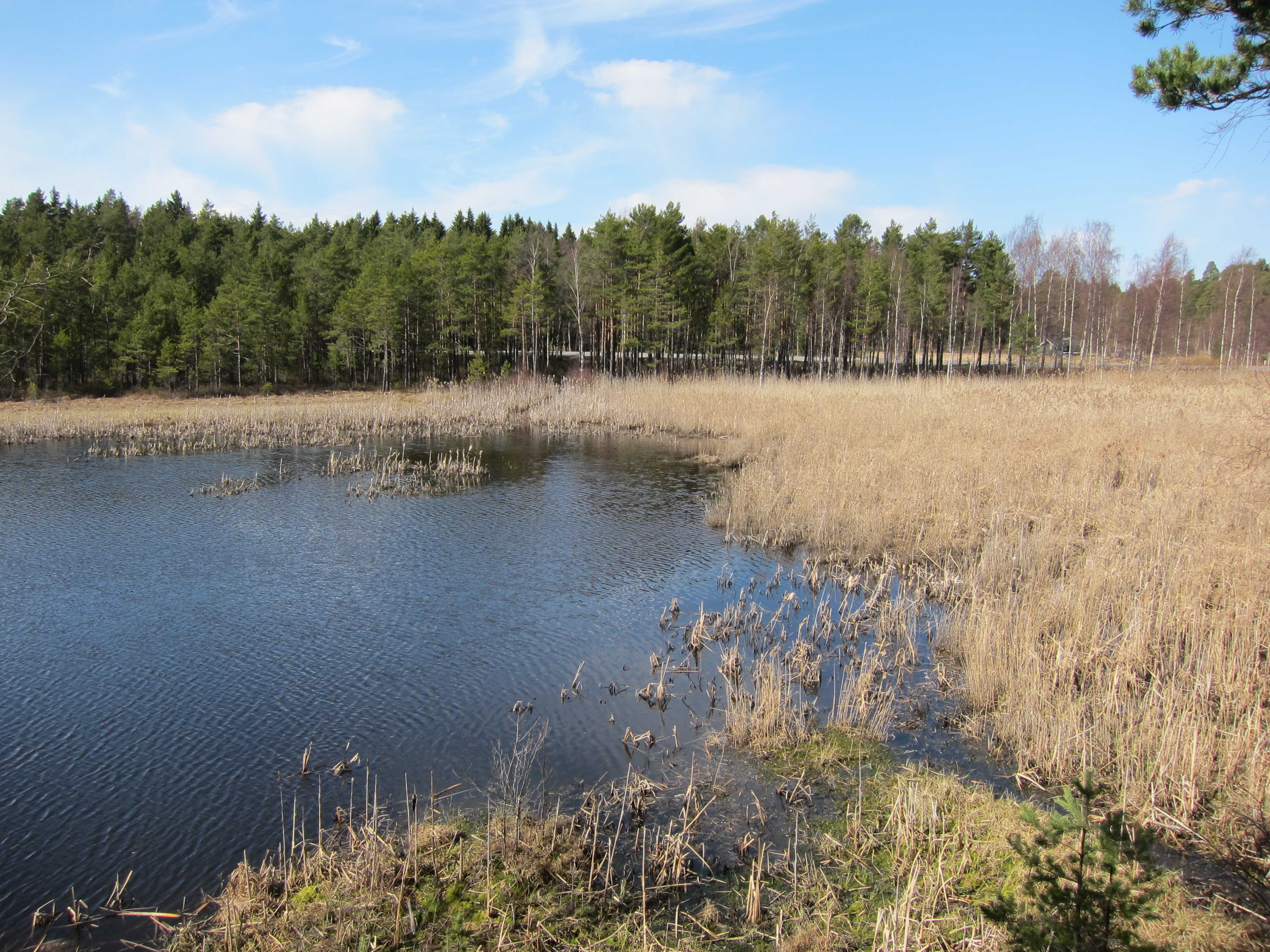
Le Lac Viialanjärvi à Luonnonmaa.

## Histoire
L'île faisait partie de la commune rurale de Naantali qui est intégrée à la ville de Naantali en 1964.

## Accès
Depuis 1934, l'île est reliée au continent par le pont d'Ukko-Pekka le surnom du président Pehr Evind Svinhufvud.
Achevé en 1970, le pont de Särkänsalmi, relie l'île d'Otava à Luonnonmaa aux anciennes municipalités de Merimasku et Rymättylä, qui ont fusionné avec Naantali début 2009.